# Oskar Haberstumpf
Oskar Haberstumpf (* 30. März 1886 in Neustadt an der Waldnaab; † 1958) war ein deutscher Verwaltungsbeamter und Manager der Energiewirtschaft.

## Leben
Oskar Haberstumpf erlangte das Abitur am humanistischen Gymnasium in Schweinfurt und studierte Rechtswissenschaften an den Universitäten München und Erlangen. 1905 wurde er Mitglied des Corps Palatia München. 1911 legte er in Augsburg das juristische Staatsexamen ab. Nach praktischen Tätigkeiten bei Gerichten, Verwaltungsbehörden und in Anwaltskanzleien wurde er 1914 zum Regierungsrat ernannt. 1928 erfolgte seine Beförderung zum Oberregierungsrat.
1921 wurde Haberstumpf mit deren Gründung Vorstandsmitglied der Mittleren Isar AG, Großkraftwerk München. Nach der Übernahme durch die Bayernwerk AG im Jahr 1932 gehörte er dem Direktorium des Bayernwerks an.
Im Ersten Weltkrieg fungierte er als Referent beim stellvertretenden Generalkommando des I. bayerischen Armeekorps in München. Als Auszeichnungen erhielt er das Eiserne Kreuz II. Klasse am weißen Band.